# Монастырский, Пётр Львович
Пётр Льво́вич Монасты́рский (17 (30) июля 1915, Одесса, Херсонская губерния, Российская империя — 1 июля 2013, Самара, Россия) — советский, российский театральный режиссёр, актёр, педагог, публицист, театральный деятель. Народный артист СССР (1980). Лауреат Государственной премии СССР (1986) и Государственной премии РСФСР им. К. С. Станиславского (1976).

## Биография
Пётр Монастырский родился 17 (30) июля 1915 года (по другим источникам — 10 августа) в Одессе Херсонской губернии Российской империи. Сам  он всегда отмечал день рождения по старому стилю — 17 июля.
В Одессе окончил школу и поступил учиться в фабрично-заводское училище, после окончания которого работал слесарем в организации «Одесский трамвай»..
Актёрскую карьеру начал в 1934 году в театре-студии при Одесском театре юного зрителя. Позже — актёр Одесского театра рабочей молодёжи (ТРАМ).
В 1940 году окончил режиссёрский факультет ГИТИСа (курс Б. Е. Захавы). 
Работал в театрах Воронежа (1940-44, 1965-67), Ярославля (1944–1945), Ворошиловграда (1945-48), Красноярска (главный режиссёр Красноярского драматического театра им. А. Пушкина, 1948-53), Новосибирска (Новосибирский ТЮЗ, 1953-55). 
С 1955 года — режиссёр, в 1959-65 и в 1967-88 — главный режиссёр, в 1988-95 – художественный руководитель, в 1995-97 — режиссёр Куйбышевского (Самарского) краевого драматического театра им. М. Горького. 
Всего режиссёром поставлено более двухсот спектаклей, из которых примерно сто двадцать в Самарском театре. Был приглашённым режиссёром в Пензенском областном драматическом театре им. А. Луначарского.
С 1955 года — режиссёр творческого объединения «Мастера сцены».
Параллельно с режиссурой занимался преподавательской деятельностью. Профессор кафедры режиссуры и мировой художественной культуры Поволжской государственной социально-гуманитарной академии (ныне Самарский государственный социально-педагогический университет).
В августе 2006 года в возрасте 92 лет стал главным режиссёром Драматического театра «Колесо» им. Г. Дроздова в Тольятти. Под его руководством за два сезона в театре было поставлено три спектакля, однако после отказа мэрии города выделять дополнительное финансирование, в том числе и для реконструкции здания театра, которому уже 20 лет, он прервал свои отношения с театром.
Автор многих книг о театре, актёрах, спектаклях и театральной жизни вообще: «Жил-был театр», «От первого лица», «Моя Галатея», «Режиссёр и режиссура», «Жизнь нон-стоп» и другие.
В 1987 был назначен секретарем Союза театральных деятелей РСФСР. 
Член ВКП(б) с 1944 года. 
Скончался в реанимации Самарской больницы имени Н. И. Пирогова 1 июля 2013 года на 98-м году жизни. Похоронен на Городском кладбище на аллее Почётных граждан Самары.

## Награды и звания
- Орден «За заслуги перед Отечеством» IV степени (1995) — за заслуги перед государством, успехи, достигнутые в труде, большой вклад в укрепление дружбы и сотрудничества между народами[4]
- Орден Трудового Красного Знамени (1975)
- Медаль «За доблестный труд в Великой Отечественной войне 1941—1945 гг.»
- Медаль «За доблестный труд»
- Заслуженный деятель искусств РСФСР (1960)
- Народный артист РСФСР (1970)[5]
- Народный артист СССР (16.04.1980)[6]
- Государственная премия СССР (1986) — за постановку спектаклей «Ревизор» Н. В. Гоголя и «Чайка» А. П. Чехова
- Государственная премия РСФСР имени К. С. Станиславского (1976) — за постановку спектакля «Золотая карета» Л. М. Леонова
- Золотая медаль имени А. Д. Попова (1981) — за постановку спектакля «Усвятские шлемоносцы»
- Почётная грамота ЦК ВЛКСМ (1983) — за большую работу по коммунистическому воспитанию молодёжи и в связи с 65-летием ВЛКСМ
- Орден «Поморский Гриф» (Западно-Поморское воеводство, ПНР)
- Почётный гражданин Познани (Польша) (1979)
- Почётный гражданин Самары (1995)
- Почётный гражданин Самарской области (2005)[7].

## Режиссёрские работы
- «Фландрия» В. Сарду (1940, Воронеж)
- «Свадебное путешествие» В. А. Дыховичного (1945, Ярославль)
- «За тех, кто в море!» Б. А. Лавренёва (1946, Ворошиловград)
- «Тайна вечной ночи» И. В. Луковского (1949, Красноярск)
- «Ромео и Джульетта» У. Шекспира (Красноярск)
- «Дубровский» по А. С. Пушкину (Красноярск)
- «Великий государь» В. А. Соловьёва (Красноярск)
- «Твоя семья» Ю. В. Сальникова (1954, Новосибирский ТЮЗ).

Самарский академический театр драмы им. М. Горького
- «Чудесный сплав» В. М. Киршона
- «В поисках радости» В. С. Розова
- «Дело Артамоновых» по М. Горькому
- «Мать» по М. Горькому
- «Зыковы» М. Горького
- «Мария Стюарт» Ф. Шиллера
- «Ричард III» У. Шекспира
- «Иркутская история» А. Н. Арбузова
- «Мой бедный Марат» А. Н. Арбузова
- «Варшавская мелодия» Л. Г. Зорина
- «Фома Гордеев» по М. Горькому
- «Варвары» М. Горького
- «Чайка» А. П. Чехова
- «Гамлет» У. Шекспира
- «Золотая карета» Л. М. Леонова
- «Татуированная роза» Т. Уильямса
- «Ревизор» Н. В. Гоголя
- «Дачники» М. Горького
- «Братья Карамазовы» по Ф. М. Достоевскому
- «Дальше... Дальше... Дальше!» М. Ф. Шатрова
- «Горе от ума» А. С. Грибоедова
- «Волки и овцы» А. Н. Островского
- «Коварство и любовь» Ф. Шиллера
- «Пять вечеров» А. М. Володина
- «Настена» (по повести «Живи и помни») В. Г. Распутина
- «Васса Железнова» М. Горького
- «Долгий день уходит в ночь» Ю. О’Нила
- «Утиная охота» А. В. Вампилова
- «Человек со стороны» И. М. Дворецкого
- «Протокол одного заседания» А. И. Гельмана
- «Крошка»  Ж.Летраза (1991)
- Мюзикл «Левша-92» Б. М. Рацера и В. К. Константинова по мотивам сказа Н.С.Лескова (1992)
- «Шестой этаж» А. Жери
- «Гарольд и Мод» К. Хиггинса
- «Усвятские шлемоносцы» по повести Е. И. Носова

Драматический театр «Колесо»
- «Зыковы» М. Горького
- «Варшавская мелодия» Л. Г. Зорина
- «Старомодная комедия» А. Н. Арбузова

## Фильмография

### Режиссёр
- 1981 — Зыковы (фильм-спектакль)
- 1982 — Усвятские шлемоносцы (фильм-спектакль)

### Участие в фильмах
- 1932 — Юрий Демич (из цикла передач телеканала ДТВ «Как уходили кумиры») (документальный)

## Память
- В Самаре, в микрорайоне "Южный Город" одна из улиц названа его именем.
- В Самаре на доме, где проживал Монастырский, 8 сентября 2014 года установлена памятная доска[8].

Памятная доска в Самаре

- 13 сентября 2013 года в холле Самарского театра драмы им. Горького был торжественно открыт бюст Петра Львовича Монастырского[9].